# Trippel
Med en trippel förstås i allmänhet tre av något. Ordet kan motsvara både par och dubbel.

## Ordnad trippel
I matematiken är en (ordnad) trippel (a1,a2,a3) en uppsättning av tre (lika eller olika) av något, alltså en "3-tipel". Det är mycket vanligt att trippler av reella tal används för att beteckna rymdkoordinaterna för en punkt med avseende på ett visst koordinatsystem, eller koordinaterna för en vektor med avseende på en viss bas, Dessa reella taltrippler kan också uppfattas som vektorer i sig. Man adderar dem då koordinatvis, och multiplicerar dem med ett reellt tal genom att multiplicera in detta; se vidare under Tupel.
De tre posterna i en trippel är ofta av likartat slag, men de kan också vara helt olika. Man kan till exempel definiera en ring som en trippel (R,+,⋅), där R är en mängd men + och ⋅ är binära operationer på R.

## Oordnad trippel
I matematiken har också vid enstaka tillfällen (oordnad) trippel använts som beteckning på en 3-mängd, det vill säga en mängd med precis tre element. Se till exempel Steinerskt trippelsystem.